# نيكي بيل نيلسن (فنان)
نيكي بيل نيلسن (بالألمانية: Nicki)‏ (و. 1966  م) هي مغنية، ومقدمة تلفزيونية ألمانية، ولدت في بلاتلينغ.

## وصلات خارجية
- نيكي بيل نيلسن على موقع IMDb (الإنجليزية)
- نيكي بيل نيلسن على موقع ميوزك برينز (الإنجليزية)
- نيكي بيل نيلسن على موقع ديسكوغز (الإنجليزية)
- نيكي بيل نيلسن في قاعدة بيانات الأفلام على الإنترنت